# Dost (Gattung)
Der Dost (Origanum) oder Orant ist eine Pflanzengattung in der Familie der Lippenblütler (Lamiaceae oder Labiatae) innerhalb der Ordnung der Lippenblütlerartigen (Lamiales). Zu dieser Gattung gehören zwei wichtige Gewürzpflanzen, Echter Dost (Oregano) und Majoran.

## Beschreibung

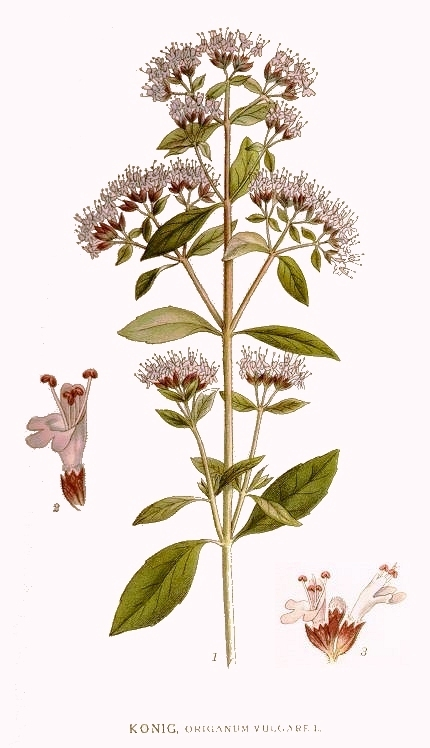
Illustration von Oregano (Origanum vulgare)

### Vegetative Merkmale
Origanum-Arten sind ausdauernde krautige Pflanzen bis Halbsträucher. Die Pflanzenteile duften aromatisch.
Die gegenständig angeordneten Laubblätter sind meist in Blattstiel und -spreite gegliedert. Die einfachen Blattspreiten sind eiförmig bis länglich-eiförmig und ganzrandig bis entfernt gezähnt. Es sind keine Nebenblätter vorhanden.

### Generative Merkmale
In zusammengesetzten, Schirmrispigen Gesamtblütenständen sind zylindrische bis längliche ährige Teilblütenstände zusammengefasst; sie können sich bei einigen Arten bis zur Fruchtreife verlängern und enthalten viele Blüten. Die kleinen Tragblätter überlappen sich. Die grünen bis purpur-roten Trag- und Deckblätter sind länglich-verkeht-eiförmig bis lanzettlich.
Origanum-Arten sind gynodiözisch. Die meist zwittrigen und rein weiblichen Blüten sind, zygomorph und fünfzählig mit doppelter Blütenhülle. Die fünf Kelchblätter sind glockenförmig verwachsen; ihr ringförmiger Schlund ist behaart und besitzt etwa 13 Nerven. Die fünf ungleichen Kelchzähne sind fast dreieckig mit stumpfem bis spitzem oberen Ende. Die fünf weißen, rosa- bis purpurfarbenen oder violetten Kronblätter sind glockenförmig verwachsen. Die Krone endet zweilippig. Die Oberlippe ist gerade und ausgerandet. Die ausgebreitete Unterlippe ist dreilappig, wobei der mittlere Lappen größer ist als die seitlichen. Es ist nur ein Kreis mit vier Staubblättern vorhanden. Die vier fertilen Staubblätter der zwittrigen Blüten überragen die Blütenkrone. In rein weiblichen Blüten ragen die Staubblätter nicht aus der Krone heraus. Die Staubfäden sind kahl. Die Staubbeutel sind eiförmig. Zwei Fruchtblätter sind zu einem oberständigen Fruchtknoten verwachsen der durch eine falsche Scheidewand in vier Kammern geteilt ist. Der Griffel überragt die Blütenkrone und endet in zwei ungleichen Griffelästen.
Die Zerfallfrucht, hier Klausenfrucht genannt, zerfällt in vier Klausen. Die kahlen Klausen sind etwas gerippt und trocken.

## Systematik, botanische Geschichte und Verbreitung
Die Gattung Origanum wurde 1753 durch Carl von Linné in Species Plantarum, Tomus II, S. 588 aufgestellt. Als Lectotypusart wurde 1913 Origanum vulgare L. in N. L. Britton und A. Brown: Ill. Fl. N.U.S. 2. Auflage, 3, S. 140 festgelegt.
Die Dost-Arten Majoran und seltener Diptam wurden im Mittelalter auch als Amaracum bzw. Amaracus bezeichnet.
Die Gattung Origanum enthielt 2022 etwa 45 Arten, diese Arten weisen zum Teil in Varietäten oder Unterarten auf und dadurch etwa 51 Taxa und etwa 19 Hybriden. Die Gattung Origanum ist in weiten Teilen Europas, in Nordafrika und in gemäßigten Gebieten Asiens weitverbreitet. Der Schwerpunkt der Artenvielfalt liegt mit etwa 75 % der Arten im östlichen Mittelmeerraum. Ein hoher Anteil von 70 % der Taxa (36 Taxa) sind Endemiten, die nur auf einer Insel oder einer Bergkette, hauptsächlich im östlichen Mittelmeerraum vorkommen.
Es gab viele Revisionen der Gattung Origanum, beispielsweise Bentham 1848, Boissier 1879, Briquet 1896, Cantino et al. 1992. Eine der vielen Revisionen der Gattung Origanum veröffentlichte Ietswaart 1980, dort unterteilte er nach morphologischen Merkmalen und nach Inhaltsstoffen diese Gattung in drei Gruppen mit insgesamt 10 Sektionen und nennt zudem 17 Hybride. In der hier verwendeten Systematik wird die 38 Arten umfassende Artenliste von Ietswaart um fünf neu beschriebene Arten und eine Hybride ergänzt. Eine moderne Gliederung der Gattung Origanum mit molekulargenetischen Daten steht noch aus.
Die Gattung Origanum gehört zur Tribus Menthae in der Unterfamilie Nepetoideae innerhalb der Familie Lamiaceae.
| Gruppe AMerkmale: zwei- oder einlippige, relative große Kelche mit einer Länge von 4 bis 12 mm und 4 bis 25 mm lange Tragblätter, die häutig, kaum behaart und meist purpurn aber gelegentlich auch gelblich grün sind. - Sektion Amaracus Benth. - Origanum boissieri Ietsw. - Origanum calcaratum Juss. - Origanum cordifolium (Montbret & Aucher ex Benth.) Vogel - Diptam-Dost (Origanum dictamnus L.) - Origanum saccatum P.H.Davis - Origanum solymicum P.H.Davis - Origanum symes Carlström - Sektion Anatolicon Benth. - Origanum akhdarense Ietsw. & Boulos - Origanum cyrenaicum Beg. & Vaccari - Origanum hypericifolium O.Schwarz & P.H.Davis - Origanum libanoticum Boiss. - Origanum pampaninii (Brullo & Furnari) Ietsw. - Griechischer Dost (Origanum scabrum Boiss. & Heldr.) - Origanum sipyleum L. - Origanum vetteri Briq. & Barbey - Sektion Brevifilamentum Ietsw. - Origanum acutidens (Hand.-Mazz.) Ietsw. - Origanum bargyli Mouterde - Origanum brevidens (Bornm.) Dinsm. - Origanum haussknechtii Boiss. - Origanum husnucan-baseri H.Duman, Aytaç & A.Duran - Origanum leptocladum Boiss. - Origanum munzurense Kit Tan & Sorger - Rundblättriger Dost (Origanum rotundifolium Boiss.) - Sektion Longitubus Ietsw. - Amanus-Dost (Origanum amanum Post) | Gruppe BMerkmale: zwei- oder einlippige, relativ kleine Kelche mit einer Länge von 1,3 bis 3,5 mm und 1 bis 5 mm lange Tragblätter, die den Laubblättern ähneln und mehr oder weniger stark behaart sind. - Sektion Chilocalyx Ietsw. - Origanum bilgeri P.H.Davis - Origanum vogelii Greuter & Burdet - Origanum microphyllum (Benth.) Vogel - Origanum minutiflorum O.Schwarz & P.H.Davis - Sektion Majorana Benth. - Majoran (Origanum majorana L.) - Türkischer Oregano (Origanum onites L.) - Origanum syriacum L. - Origanum syriacum subsp. syriacum - Origanum syriacum subsp. bevanii (Holmes) Greuter & Burdet - Origanum syriacum subsp. sinaicum (Boiss.) Greuter & Burdet | Gruppe CMerkmale: Kelche mit fünf gleichgestaltigen oder nahezu gleichgestaltigen Kelchzähnen. - Sektion Campanulaticalyx Ietsw. - Origanum dayi Post - Origanum isthmicum Danin - Origanum jordanicum Danin & Künne - Origanum petraeum Danin - Origanum punonense Danin - Origanum ramonense Danin - Sektion Elongataspica Ietsw. - Origanum elongatum (Bonnet) Emb. & Maire - Origanum floribundum Munby - Sektion Origanum - Oregano (Origanum vulgare L.) - Origanum vulgare subsp. vulgare - Algerischer Oregano (Origanum vulgare subsp. glandulosum (Desf.) Ietsw.) - Russischer Oregano (Origanum vulgare subsp. gracile (K.Koch) Ietsw.) - Griechischer Oregano (Origanum vulgare subsp. hirtum (Link) Ietsw.) - Origanum vulgare subsp. virens (Hoffmanns. & Link) Ietsw. - Origanum vulgare subsp. viride (Willd. ex Benth.) Hayek - Origanum vulgare subsp. viridulum (Martrin-Donos) Nyman - Sektion Prolaticorolla Ietsw. - Origanum compactum Benth. - Origanum ehrenbergii Boiss. - Origanum laevigatum Boiss. | Hybride nach Ietswaart 1980 - Origanum ×adanense Baser & H.Duman (Origanum bargyli × Origanum laevigatum) - Origanum ×adonidis Mouterde (Origanum libanoticum × Origanum syriacum subsp. bevanii) - Origanum ×barbarae Bornm. (Origanum ehrenbergii × Origanum syriacum subsp. bevanii) - Origanum ×dolichosiphon P.H.Davis (Origanum amanum × Origanum laevigatum) - Origanum ×haradjanii Rech.f. (Origanum laevigatum × Origanum syriacum subsp. bevanii) - Origanum ×hybridum Mill. (Origanum dictamnus × Origanum sipyleum) - Origanum ×intercedens Rech.f. (Origanum onites × Origanum vulgare subsp. hirtum) - Origanum ×intermedium P.H.Davis (Origanum onites × Origanum sipyleum) - Origanum ×lirium Heldr. ex Halácsy (Origanum scabrum × Origanum vulgare subsp. hirtum) - Origanum ×majoricum Cambess. (Origanum majorana × Origanum vulgare subsp. virens) - Origanum ×minoanum P.H.Davis (Origanum microphyllum × Origanum vulgare subsp. hirtum) - Origanum ×nebrodense Tineo ex Lojac. (Origanum majorana × Origanum vulgare subsp. viridulum) - Origanum ×pabotii Mouterde (Origanum bargyli × Origanum syriacum subsp. bevanii) - Origanum ×paniculatum W.D.J.Koch (Origanum majorana × Origanum vulgare subsp. vulgare) - Origanum amanum × Origanum dictamnus - Origanum calcaratum × Origanum dictamnus - Origanum vogelii × Origanum vulgare subsp. hirtum - Origanum sipyleum × Origanum vulgare subsp. hirtum |

## Bilder

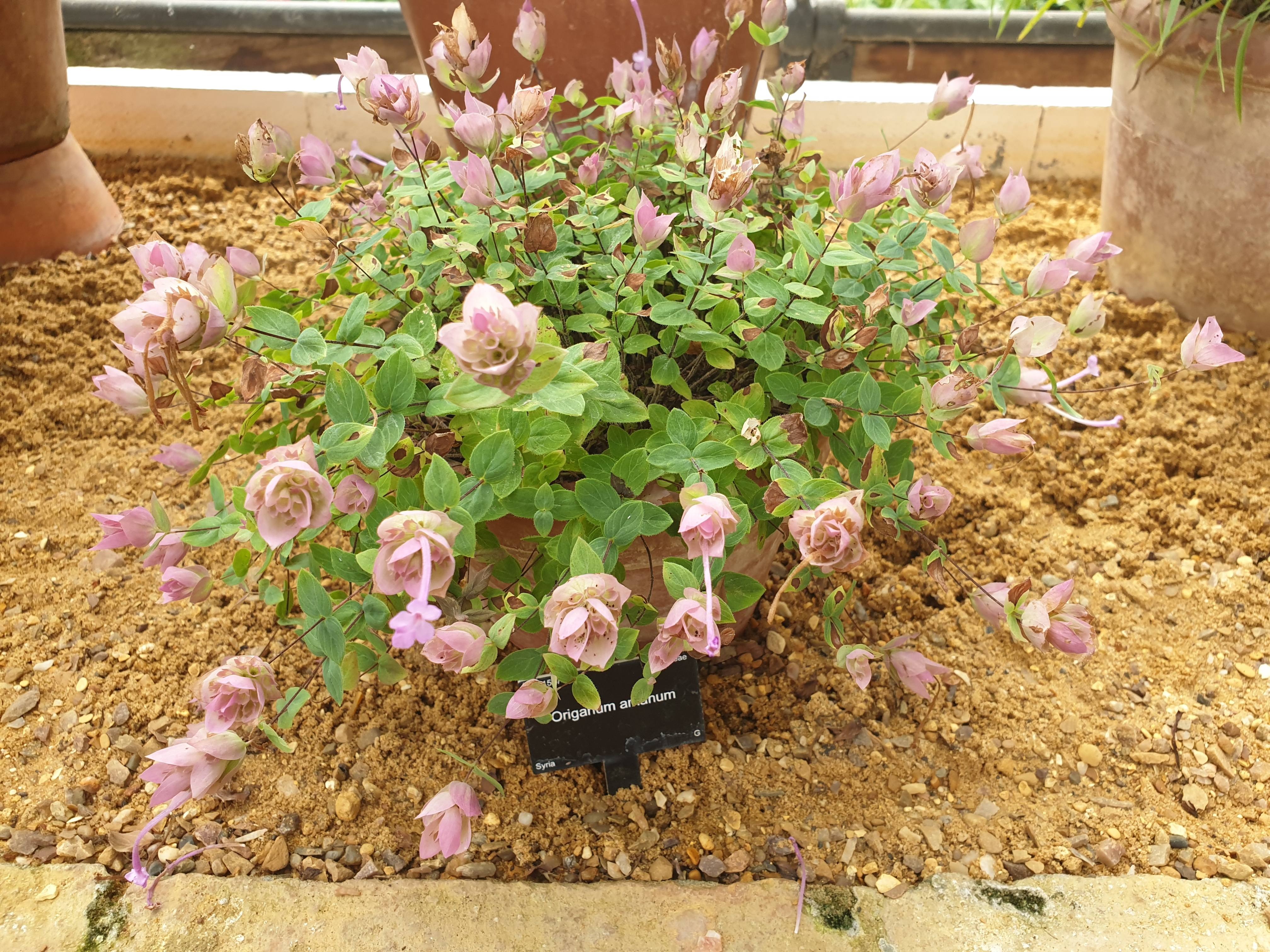
Amanus-Dost (Origanum amanum)
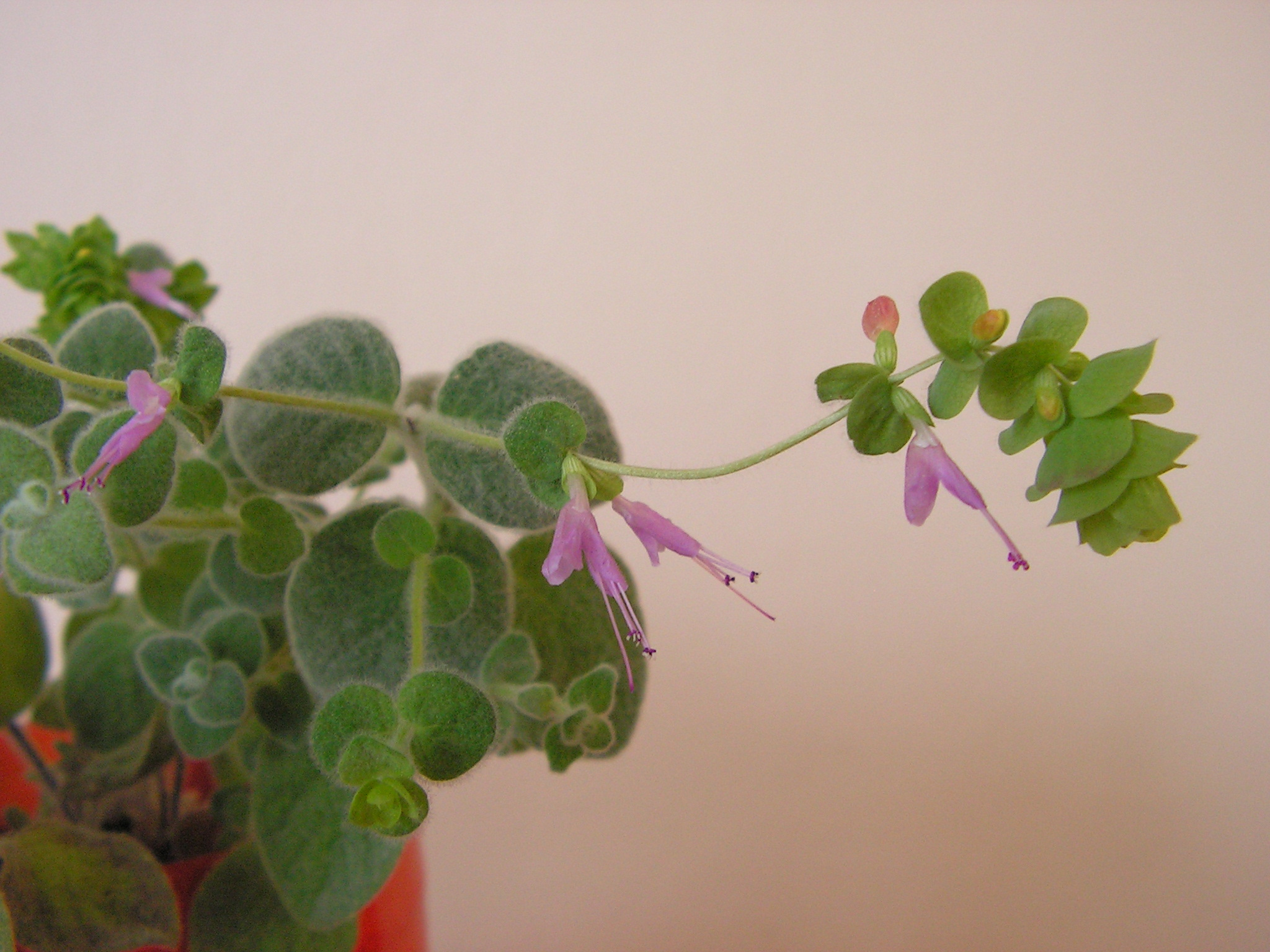
Diptam-Dost (Origanum dictamnus)
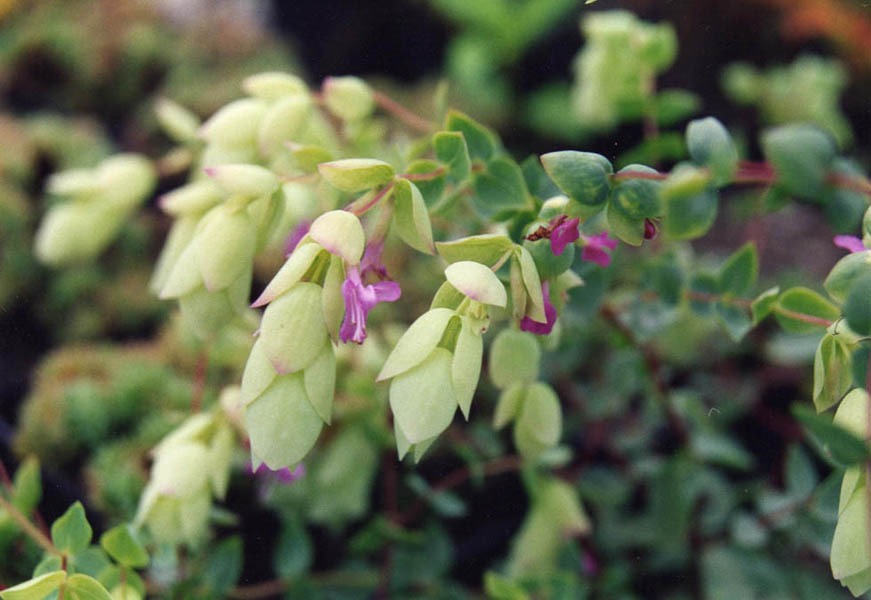
Origanum libanoticum
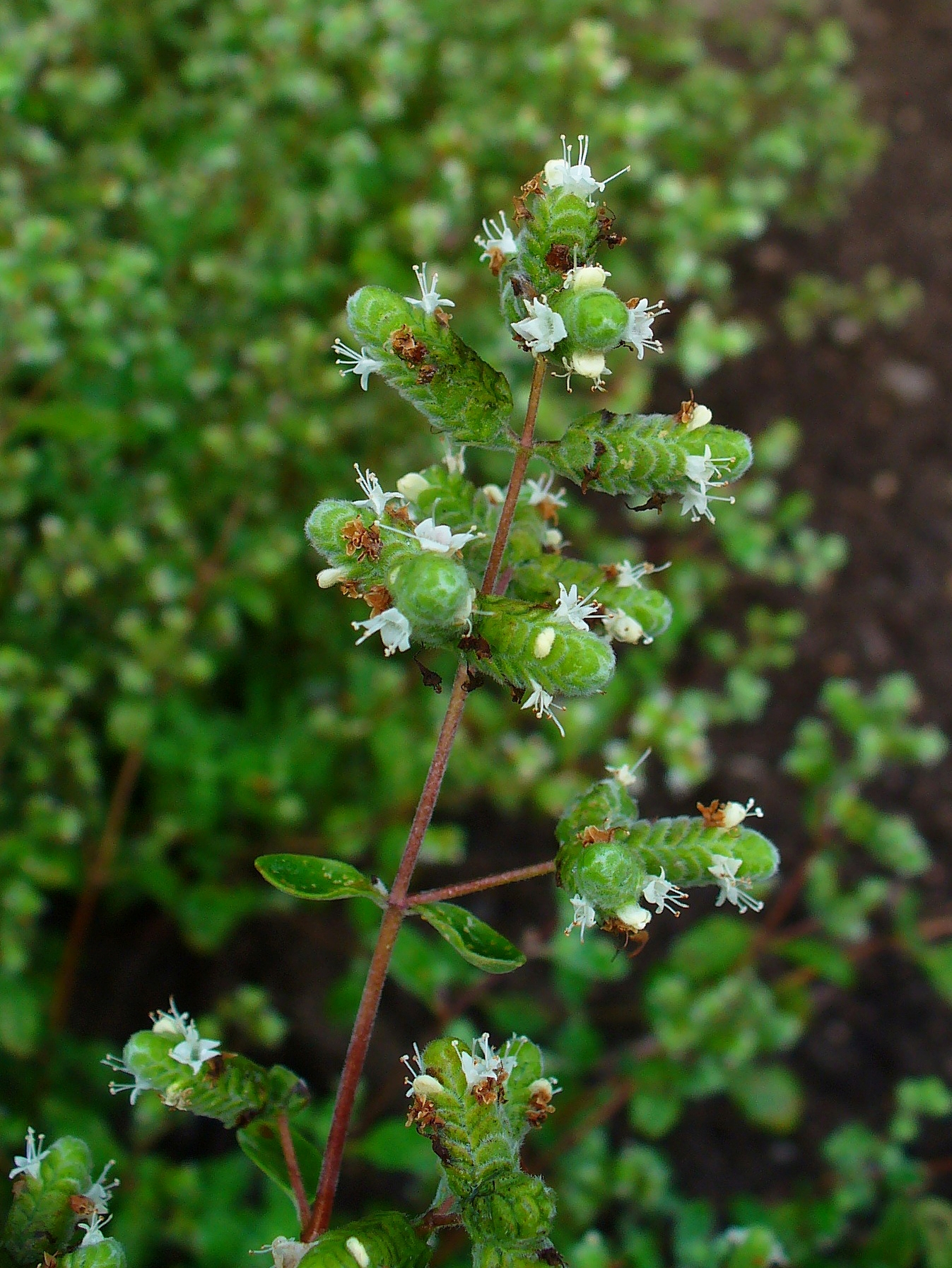
Majoran (Origanum majorana)
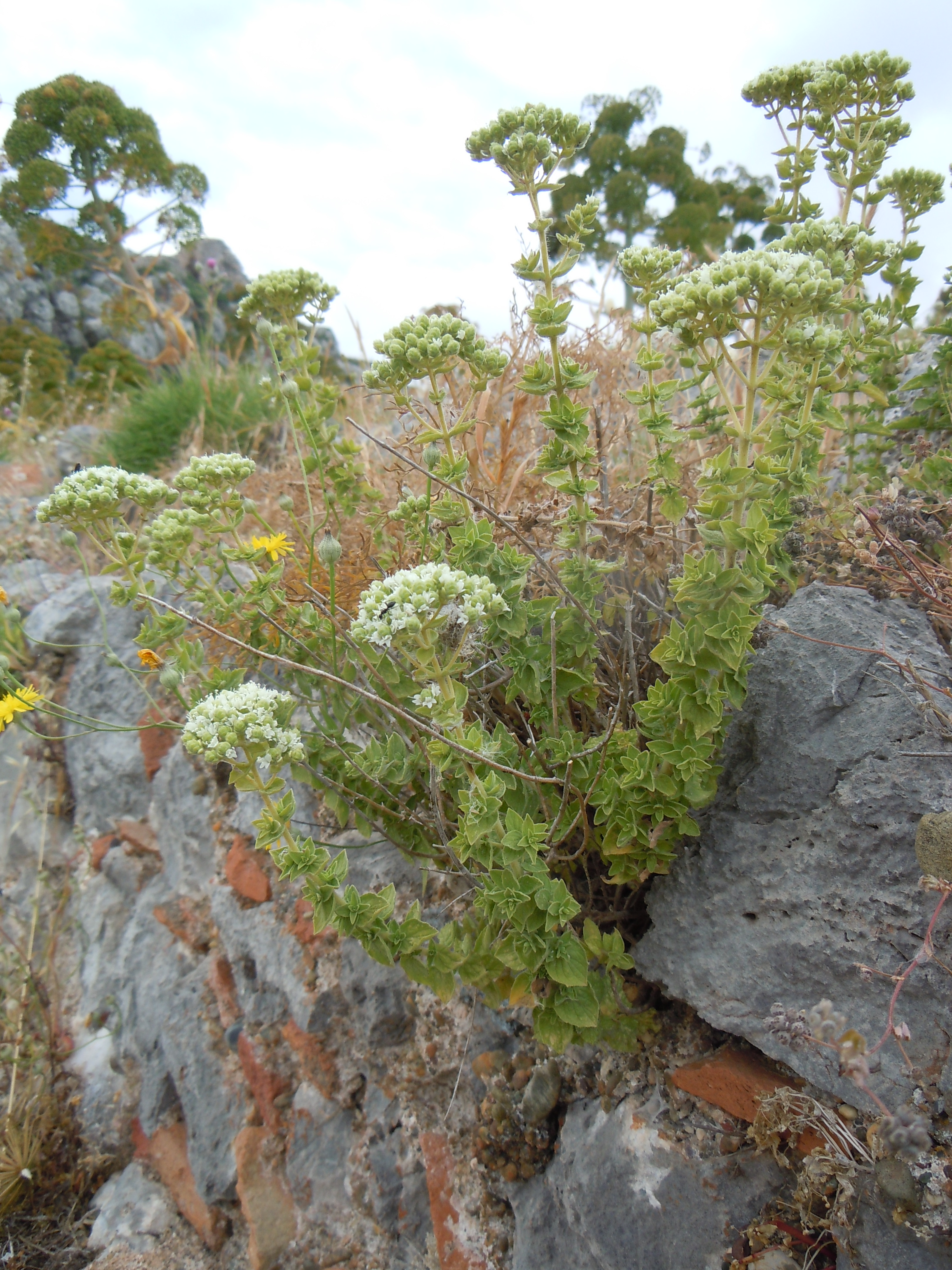
Türkischer Oregano (Origanum onites)
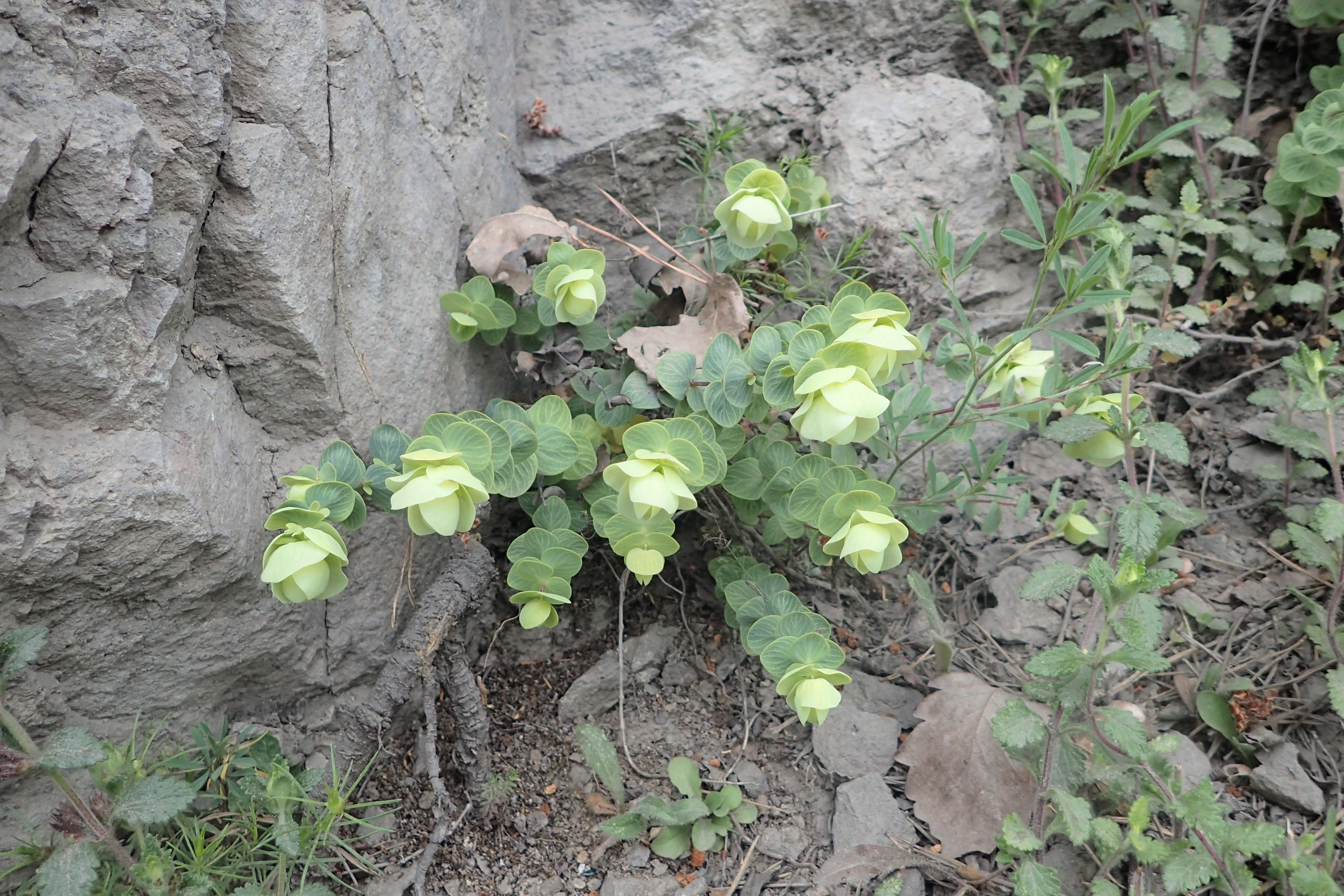
Rundblättriger Dost (Origanum rotundifolium)
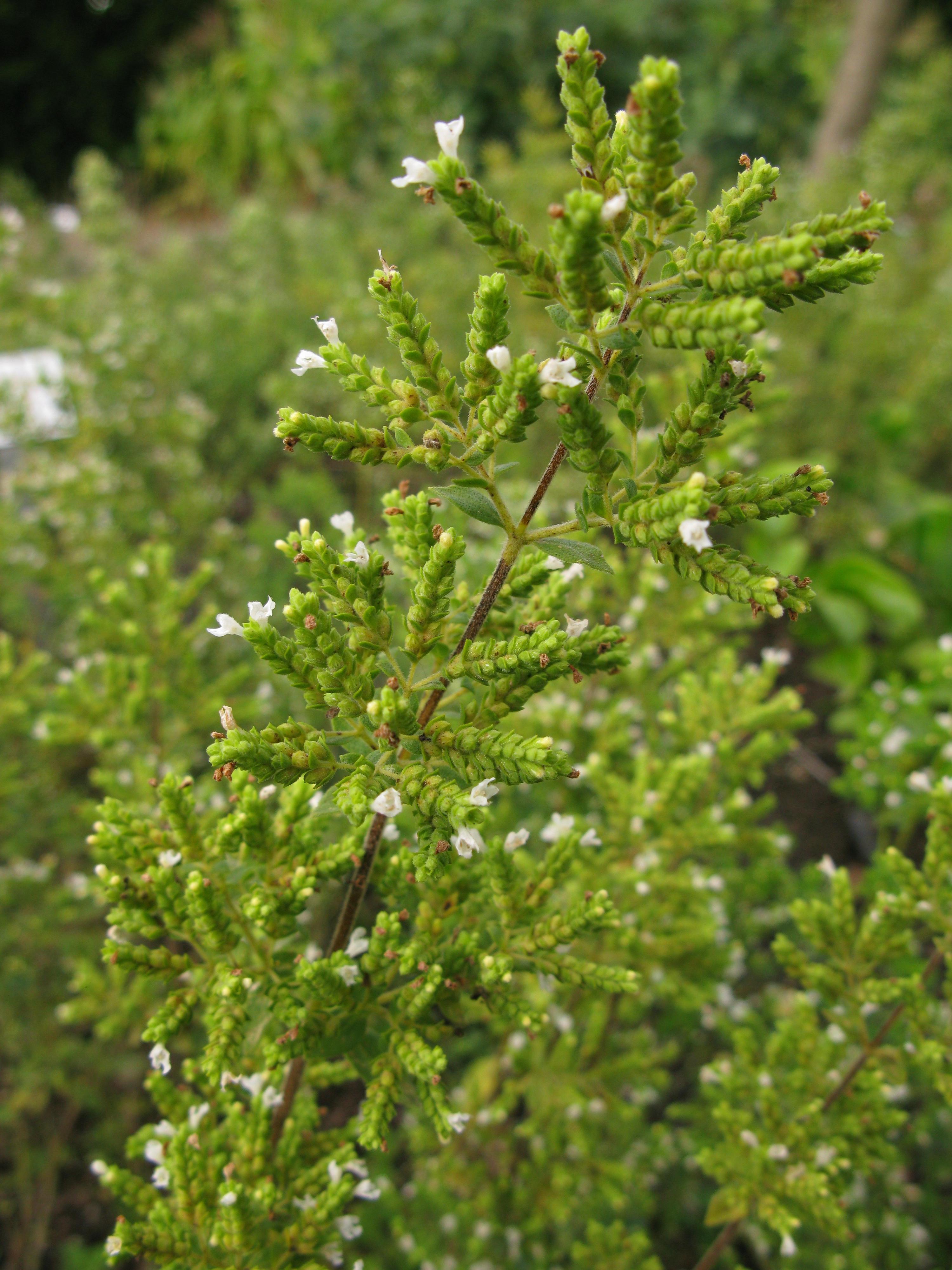
Origanum syriacum